# Trinidad, Cuba
Trinidad là một thị xã ở tỉnh Sancti Spíritus, miền trung Cuba. Vùng với Valle de los Ingenios, đây là một trong những di sản thế giới của UNESCO từ năm 1988.
Trinidad được thành lập ngày 23 tháng 12 năm 1514 bởi Diego Velázquez de Cuéllar với tên gọi là Villa De la Santísima Trinidad.

## Thông tin nhân khẩu

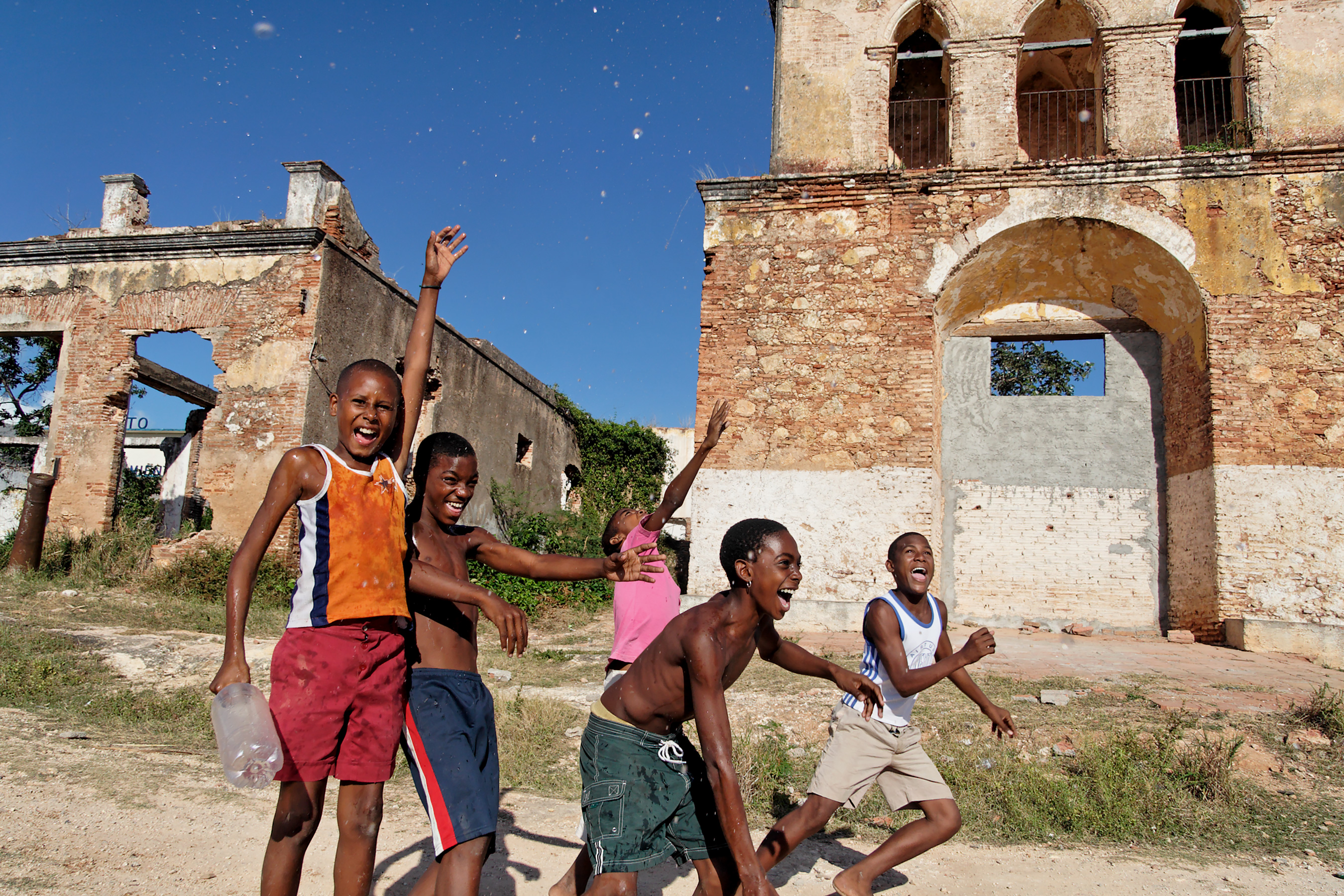
Cảnh ở Trinidad

Năm 2004, đô thị Trinidad có dân số 73.466 người. Diện tích là 1.155 km² (445,9 mi²), với mật độ dân số là 63,6người/km² (164,7người/sq mi).
Đô thị này được chia thành các phường (barrio) Primero, Segundo, Tercero, Aguacate, Cabagán, Caracusey, Casilda, Guaniquical, Río de Ay, San Francisco, San Pedro và Táyaba.